# Le Touvet
Pour les articles homonymes, voir Touvet (homonymie).
Le Touvet est une commune française de 3 256 habitants située dans le département de l'Isère en région Auvergne-Rhône-Alpes.
Positionnée au pied du massif de la Chartreuse et dans la communauté de communes Le Grésivaudan, les habitants de la commune sont appelés les Touvétains.

## Géographie

### Situation et description
Le Touvet est situé dans la vallée du Grésivaudan, à 31 kilomètres de Grenoble et à 32 kilomètres de Chambéry.
Le village est bordé au nord par le torrent du Bresson qui descend de Chartreuse et se jette dans l'Isère. À l'origine, c'est un village vinicole, comme tous les villages situés sur la rive droite du Grésivaudan (terrains marneux, en début de pente, des versants Adret du massif de la Chartreuse), entre La Tronche et Chapareillan.

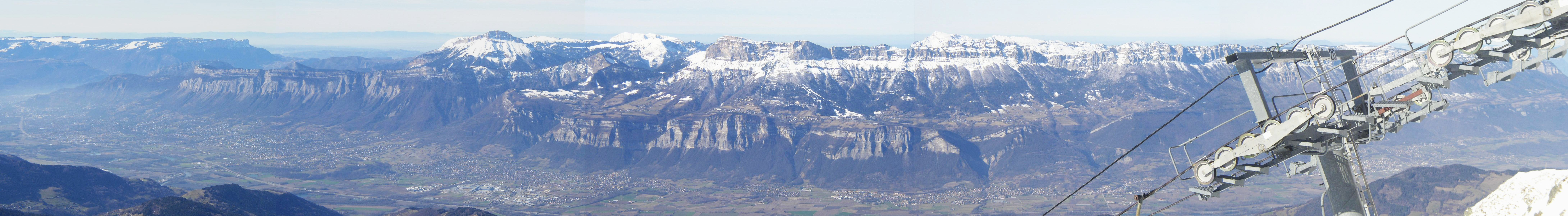
Intégrale de la Vallée du Grésivaudan en Isère vue depuis la station de ski des 7 Laux. Chambéry à droite, Grenoble à gauche et Le Touvet (Chartreuse) en face.

### Communes limitrophes
|                            | Saint-Vincent-de-Mercuze | Le Cheylas |
| Plateau-des-Petites-Roches | Touvet                   | Goncelin   |
|                            | La Terrasse              | Tencin     |

### Climat
Pour des articles plus généraux, voir Climat d'Auvergne-Rhône-Alpes et Climat de l'Isère.
En 2010, le climat de la commune est de type climat des marges montargnardes, selon une étude du Centre national de la recherche scientifique s'appuyant sur une série de données couvrant la période 1971-2000. En 2020, Météo-France publie une typologie des climats de la France métropolitaine dans laquelle la commune est exposée à un climat de montagne ou de marges de montagne et est dans la région climatique  Alpes du nord, caractérisée par une pluviométrie annuelle de 1 200 à 1 500 mm, irrégulièrement répartie en été. 
Pour la période 1971-2000, la température annuelle moyenne est de 11,7 °C, avec une amplitude thermique annuelle de 19,5 °C. Le cumul annuel moyen de précipitations est de 1 349 mm, avec 9,6 jours de précipitations en janvier et 8,2 jours en juillet. Pour la période 1991-2020, la température moyenne annuelle observée sur la station météorologique de Météo-France la plus proche, « Pipay_sapc », sur la commune de Theys à 7 km à vol d'oiseau, est de 6,3 °C et le cumul annuel moyen de précipitations est de 1 545,8 mm,. Pour l'avenir, les paramètres climatiques de la commune estimés pour 2050 selon différents scénarios d'émission de gaz à effet de serre sont consultables sur un site dédié publié par Météo-France en novembre 2022.

### Hydrographie
Le territoire communal est bordé, à l'est, par l'Isère.

### Voies de communication
Le territoire de la commune du Touvet est traversé par deux voies à grande circulation, l'autoroute A 41 et l'ancienne route nationale 90, selon un axe nord-sud.

## Urbanisme

### Typologie
Au 1er janvier 2024, Le Touvet est catégorisée bourg rural, selon la nouvelle grille communale de densité à sept niveaux définie par l'Insee en 2022.
Elle appartient à l'unité urbaine de Le Touvet, une agglomération intra-départementale regroupant trois  communes, dont elle est ville-centre,,. Par ailleurs la commune fait partie de l'aire d'attraction de Grenoble, dont elle est une commune de la couronne,. Cette aire, qui regroupe 204 communes, est catégorisée dans les aires de 700 000 habitants ou plus (hors Paris),.

### Occupation des sols
L'occupation des sols de la commune, telle qu'elle ressort de la base de données européenne d’occupation biophysique des sols Corine Land Cover (CLC), est marquée par l'importance des forêts et milieux semi-naturels (44,3 % en 2018), en diminution par rapport à 1990 (45,5 %). La répartition détaillée en 2018 est la suivante : 
forêts (44,3 %), terres arables (21,9 %), zones agricoles hétérogènes (20,1 %), zones urbanisées (8,1 %), zones industrielles ou commerciales et réseaux de communication (3,2 %), prairies (2,1 %), eaux continentales (0,3 %). L'évolution de l’occupation des sols de la commune et de ses infrastructures peut être observée sur les différentes représentations cartographiques du territoire : la carte de Cassini (XVIIIe siècle), la carte d'état-major (1820-1866) et les cartes ou photos aériennes de l'IGN pour la période actuelle (1950 à aujourd'hui).

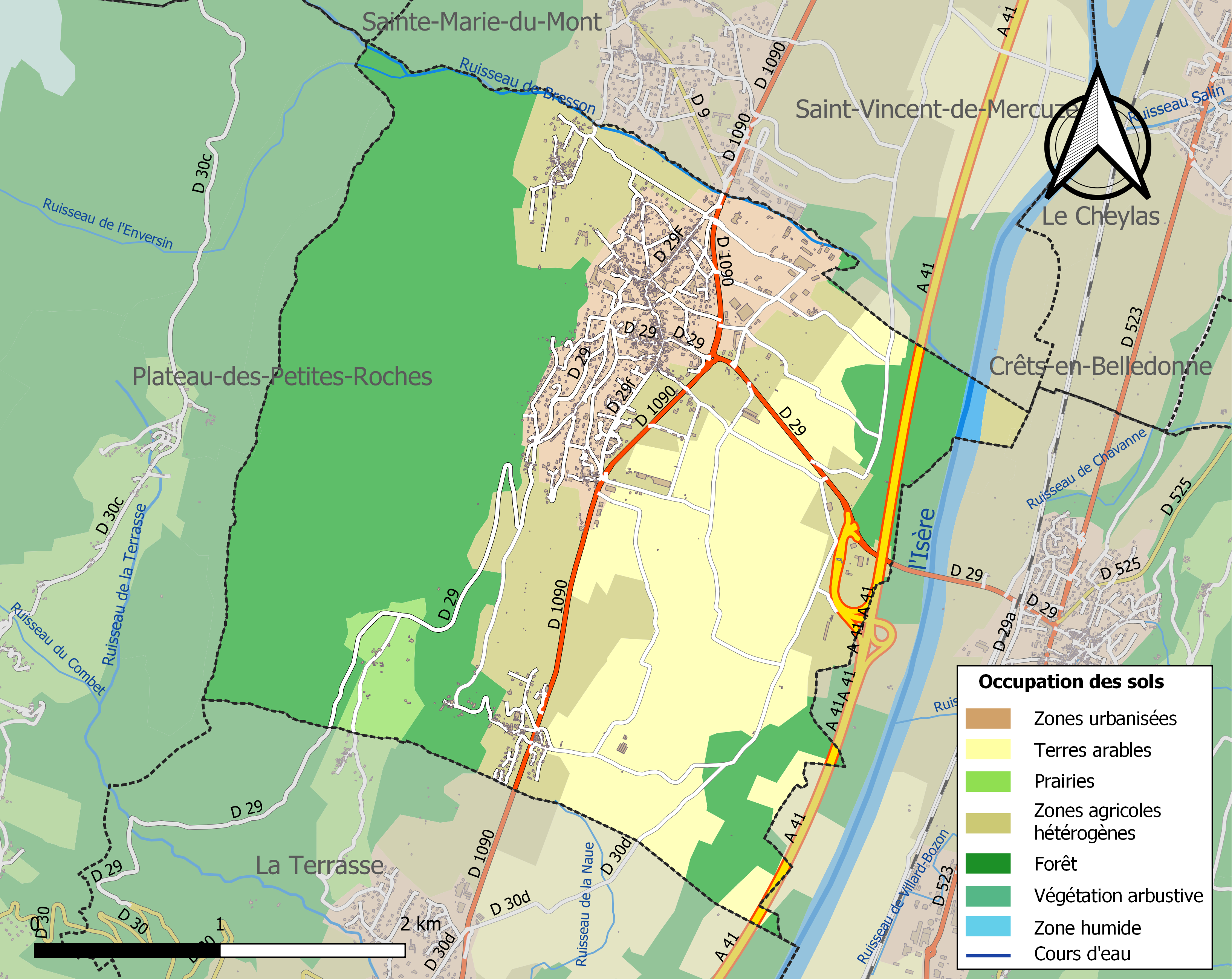
Carte des infrastructures et de l'occupation des sols de la commune en 2018 (CLC).

### Risques naturels et technologiques

#### Risques sismiques
L'ensemble du territoire de la commune du Touvet est situé en zone de sismicité n°4, à l'instar de l'ensemble des territoires des communes du massif de la Chartreuse et de la vallée du Gréisvaudan.
| Type de zone | Niveau            | Définitions (bâtiment à risque normal) |
| ------------ | ----------------- | -------------------------------------- |
| Zone 4       | Sismicité moyenne | accélération = 1,6 m/s2                |

## Toponymie
On trouve trace du Touvet dès le début du Moyen Âge. Au XIe siècle, il en est fait mention sous l'appellation de Tovetum. Ce nom est tiré du latin Tofus, qui désigne le tuf, matériau calcaire formé de brindilles et de mousses sur lesquels l'eau de ruissèlement a déposé son calcaire, que l'on trouve aux alentours.

## Histoire

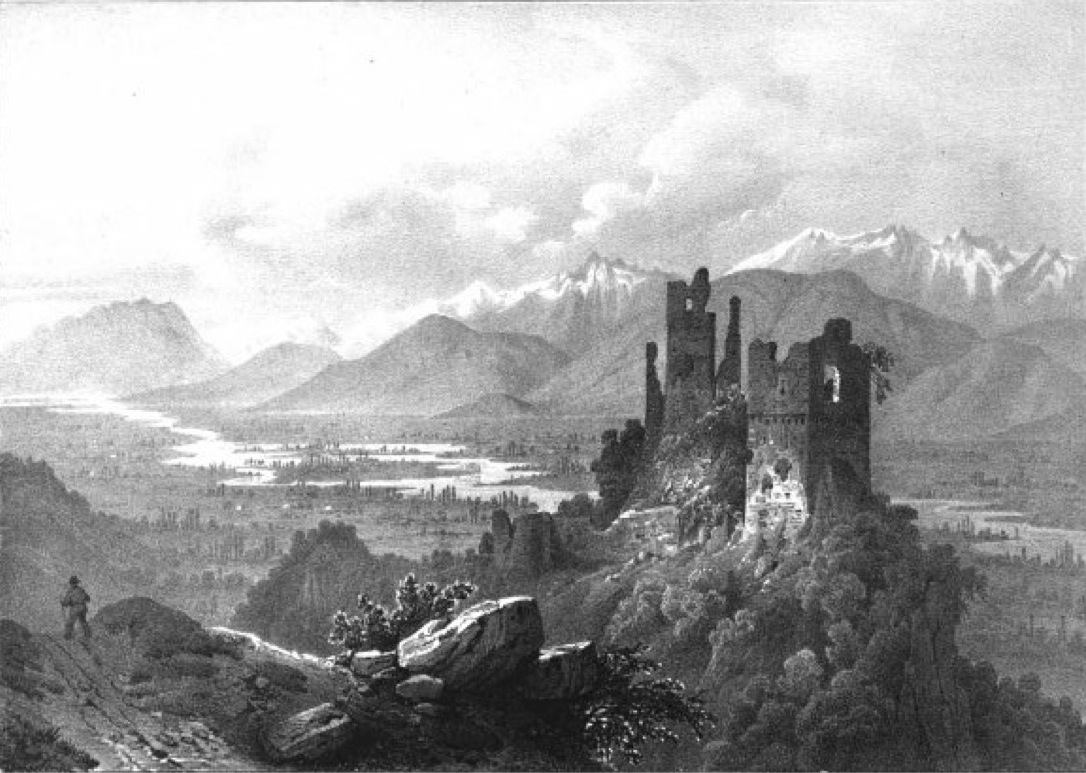
Les ruines du château de Beaumont au XIXe siècle, au Touvet, dependances du Baron des Adrets. Illustration de Victor Cassien (1808 - 1893).

En 1317, le dauphin Jean II donne à Rollet d'Entremont, dont la famille était implantée au Touvet depuis 1263, tous ses droits et juridictions, sauf la souveraineté, sur le Touvet et ses environs. Rollet d'Entremont obtient l'autorisation de construire un château.
Au Moyen Âge, Le Touvet est le siège de plusieurs seigneuries. L'enquête de 1339, signale au lieu-dit la Frette la présence d'une maison forte, possession du seigneur de Beaumont : « Sequitur aliud domisiliamentum castri de freyta - Primo ipsum castrum situm est... » (Arch. vat. coll. 259 f° 147 v°) et « quoddam domicilium forte » (ADI B 4443, f° 20 V°) ; elle comprend tour, salle et cuisine. Le seigneur de Beaumont est aussi en possession de la maison forte des Vignes. Cette dernière est entourée de fossés en eaux : « teralliis plenis aque ».
Au XVIe siècle, le baron des Adrets, établi dans son château de La Frette, hameau du Touvet, se distingue dans plusieurs campagnes militaires.
Le Touvet devient un marquisat sous Louis XIV. Au XVIIIe siècle, le comte de Marcieu aménage le château et y crée des cascades, jardins et escaliers d'eau à l'italienne.

## Politique et administration

### Administration municipale
Jusqu'en 2008, Le Touvet faisait partie de la CIAGE, regroupement de neuf communes créé en 1994. Depuis le 1er janvier 2009, la CIAGE s'est fondue dans la communauté de communes du Pays du Grésivaudan.

### Liste des maires
| Période                                  | Période                   | Identité                         | Étiquette    | Qualité |
| ---------------------------------------- | ------------------------- | -------------------------------- | ------------ | --- |
| Les données manquantes sont à compléter. |                           |                                  |              | |
| 1959                                     | 1965                      | Georges Goueffon                 |              | |
| 1965                                     | mars 1971                 | André Bondono                    | SFIO puis PS | |
| mars 1971                                | juin 1995                 | François Vandeventer (1939-2019) | UDF-PR       | Gérant de société, maire honoraire Conseiller général du Touvet (1982 → 1988) Vice-président du conseil général de l'Isère (1985 → 1988)    |
| juin 1995                                | mars 2001                 | Christine Sillon                 | PS           | |
| mars 2001                                | mars 2008                 | Pascal Lymer                     | DVD          | Cadre de pharmacie |
| mars 2008                                | juillet 2024              | Laurence Théry                   | PS           | Fonctionnaire Vice-présidente de la CC Le Grésivaudan Mandat écourté après la démission de plus d'un tiers des membres du conseil municipal |
| août 2024                                | En cours (au 7 août 2024) | Adrian Raffin                    | PS           | Attaché parlementaire Adjoint au maire chargé des finances (2020 → 2024)                                                                    |

En juillet 2024 ont lieu des élections municipales anticipées intégrales où s'affrontent trois listes : celle de la maire sortante Laurence Théry intitulée « Le Touvet au cœur - Un nouvel élan », celle de l'ancien adjoint au maire chargé des finances Adrian Raffin appelée « Ensemble pour le Touvet » et celle de John Courroux, « Le Touvet pour demain ». Le 21 juillet 2024, Adrian Raffin remporte le scrutin dès le premier tour avec 62,83 % des suffrages exprimés contre 19,54 % pour la liste Théry et 17,63 % pour la liste Courroux.

### Jumelages
La commune est jumelée avec :
- Novska  (Croatie) depuis 2012[24]

## Population et société

### Démographie
L'évolution du nombre d'habitants est connue à travers les recensements de la population effectués dans la commune depuis 1793. Pour les communes de moins de 10 000 habitants, une enquête de recensement portant sur toute la population est réalisée tous les cinq ans, les populations de référence des années intermédiaires étant quant à elles estimées par interpolation ou extrapolation. Pour la commune, le premier recensement exhaustif entrant dans le cadre du nouveau dispositif a été réalisé en 2004.

En 2022, la commune comptait 3 115 habitants, en évolution de −4,33 % par rapport à 2016 (Isère : +3,07 %, France hors Mayotte : +2,11 %).
| 1793  | 1800  | 1806  | 1821  | 1831  | 1836  | 1841  | 1846  | 1851  |
| ----- | ----- | ----- | ----- | ----- | ----- | ----- | ----- | ----- |
| 1 082 | 1 178 | 1 367 | 1 438 | 1 796 | 1 817 | 1 683 | 1 714 | 1 646 |

| 1856  | 1861  | 1866  | 1872  | 1876  | 1881  | 1886  | 1891  | 1896  |
| ----- | ----- | ----- | ----- | ----- | ----- | ----- | ----- | ----- |
| 1 678 | 1 625 | 1 625 | 1 595 | 1 564 | 1 550 | 1 460 | 1 363 | 1 384 |

| 1901  | 1906  | 1911  | 1921  | 1926  | 1931 | 1936 | 1946 | 1954  |
| ----- | ----- | ----- | ----- | ----- | ---- | ---- | ---- | ----- |
| 1 299 | 1 260 | 1 154 | 1 034 | 1 005 | 986  | 973  | 954  | 1 012 |

| 1962  | 1968  | 1975  | 1982  | 1990  | 1999  | 2004  | 2006  | 2009  |
| ----- | ----- | ----- | ----- | ----- | ----- | ----- | ----- | ----- |
| 1 115 | 1 278 | 1 562 | 1 857 | 2 229 | 2 824 | 2 929 | 2 979 | 3 009 |

| 2014  | 2019  | 2022  | - | - | - | - | - | - |
| ----- | ----- | ----- | - | - | - | - | - | - |
| 3 146 | 3 176 | 3 115 | - | - | - | - | - | - |

### Enseignement

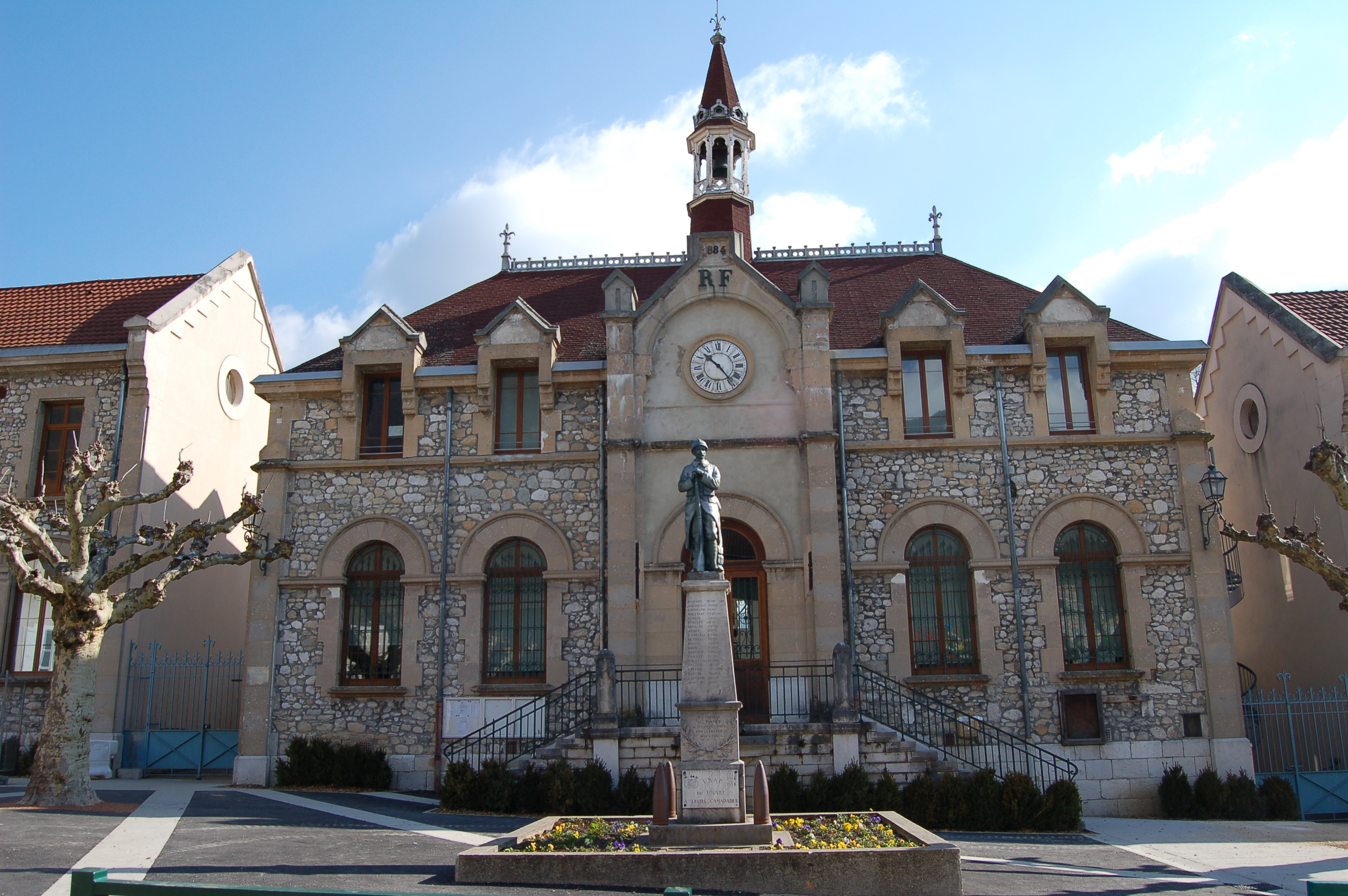
L'école élémentaire des Trois Cours.

La commune est rattachée à l'académie de Grenoble.
- Halte garderie Les Touvétinous.
- École maternelle La Touveline.
- École primaire Les Trois Cours.
- Collège Pierre-Aiguille.

### Médias
Historiquement, le quotidien à grand tirage Le Dauphiné libéré consacre, chaque jour, y compris le dimanche, dans son édition du Grésivaudan, un ou plusieurs articles à l'actualité de la ville, ainsi que des informations sur les éventuelles manifestations locales, les travaux routiers, et autres événements divers à caractère local. Il existe également plusieurs stations de radios locales qui émettent sur son territoire dont France Bleu Isère, Radio Grésivaudan, Hot Radio et Radio Oxygène.

### Sports

#### Clubs
- L'ASTT 38 (Association Sportive du Touvet-Terrasse 38), club de Football. Champion d'Isère -13 ans en 2008.
- AS Bouliste, club de boule, près du stade de football.
- Colobane, danse africaine et percussions.
- Le CAPR (Club d'Athlétisme Pontcharra la Rochette), athlétisme.
- Grésifreeride, VTT.
- Grésivaudan Triathlon, combinaison du vélo, natation, athlétisme.
- Gymnastique Volontaire, pratique loisir de la gymnastique.
- Mini Maniac Alpin, rassemble les passionnés de véhicules automobiles de type Mini et ses dérivés.
- Petit conservatoire de danse du Grésivaudan, pratique de divers styles de danses.
- Le RCTP (Rugby Club Touvet Pontcharra), club de rugby.
- TCST (Tennis club St Vincent-Le Touvet), club de Tennis.
- TTG (Tennis de Table du Grésivaudan[29]), club de tennis de table des communes du Touvet, Allevard, La Terrasse et Lumbin.
- Les Tire-clous du Grand Manti, pratique des activités de montagnes, telles la randonnée, spéléologie, cascades de glace, escalade, parapente.
- Touvet Badminton Club 38, club de badminton.
- Touvet Basket-ball, club de basket-ball.
- Touvet Judo, club de judo.
- Touvet Volley-Ball, club de volley-ball.
- Yoga Relaxation, cours de yoga.

#### Infrastructures sportives
- Stade Mario-Capozzi (football, ASTT 38).
- Stade Pareti (rugby, RCTP).
- Courts de tennis (TCST).
- Skatepark.
- Gymnase (sports de salle).

### Événements culturels
De 2004 à 2015, le Concours national de la chanson en Grésivaudan Cordes-Aux-Voix s'est déroulé à la salle le Bresson.

### Cultes
La communauté catholique et l'église du Touvet (propriété de la commune) sont rattachées à la paroisse des Saints Apôtres et au doyenné du Haut-Grésivaudan qui sont, quant à eux, rattachés au diocèse de Grenoble.

## Économie
La commune fait partie de l'aire géographique de production et transformation du « Bois de Chartreuse », la première AOC de la filière Bois en France,.

## Culture et patrimoine

### Patrimoine religieux

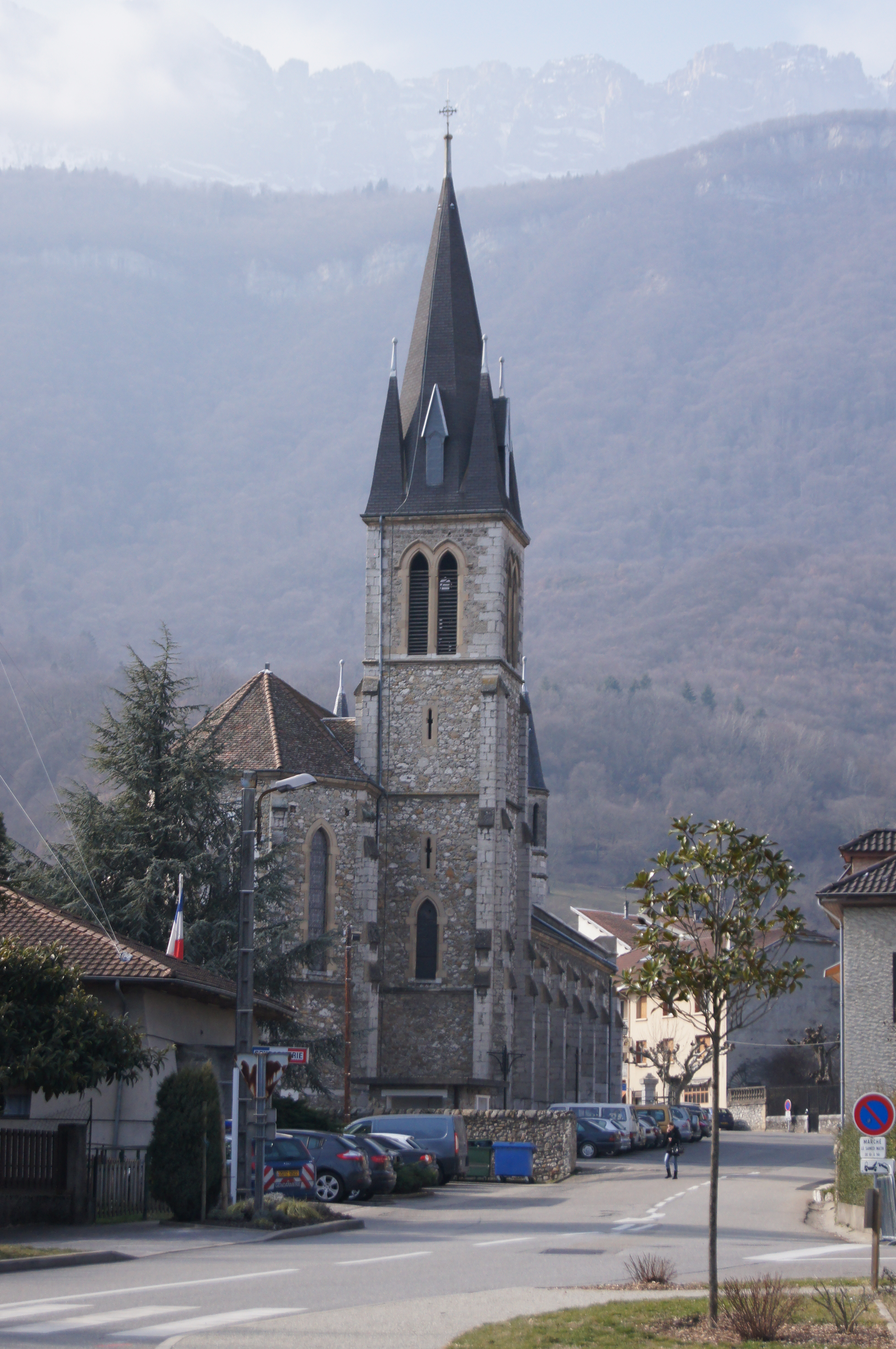
Église du Touvet

L'église Saint-Didier du Touvet a été construite en 1885 sur les ruines de l'ancienne église romane.

### Patrimoine civil

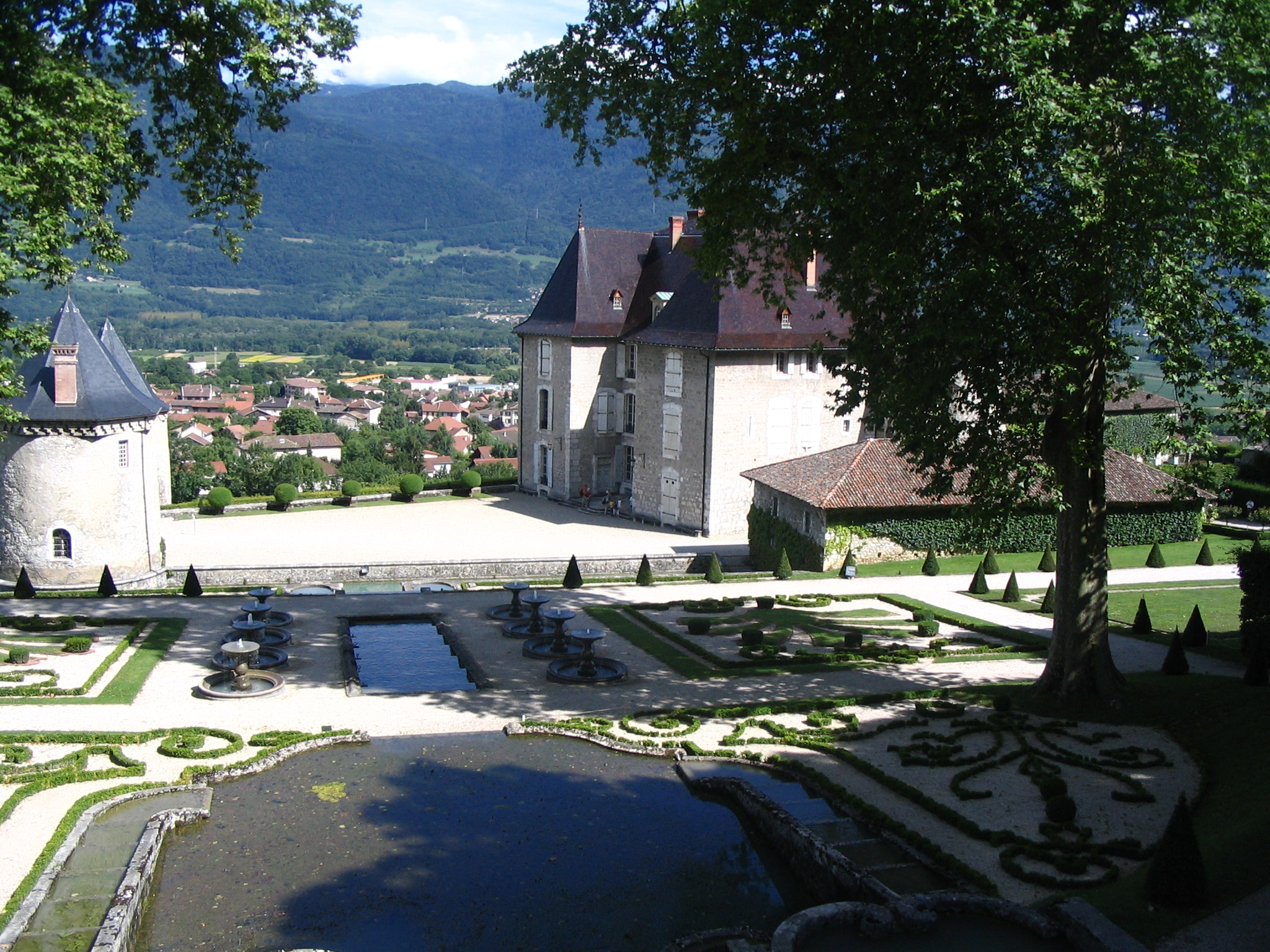
Le château du Touvet et son escalier d'eau.

- Le château du Touvet[33], construit au XIIIe siècle par la famille d'Entremont (seul un corps de logis subsiste aujourd'hui de cette époque). À l'époque, son emplacement est stratégique, puisqu'il se trouve à la frontière entre le Dauphiné et le duché de Savoie. Guigues Guiffrey, archer dans la compagnie du chevalier Bayard, l'acquiert en 1528. Le château revient ensuite aux descendants de Guigues, les Marcieu.

Il est transformé en demeure de plaisance au XVIIIe siècle par le comte Pierre de Marcieu ; il est doté d'un escalier d'eau à l'italienne, de cascades et de terrasses à la française.

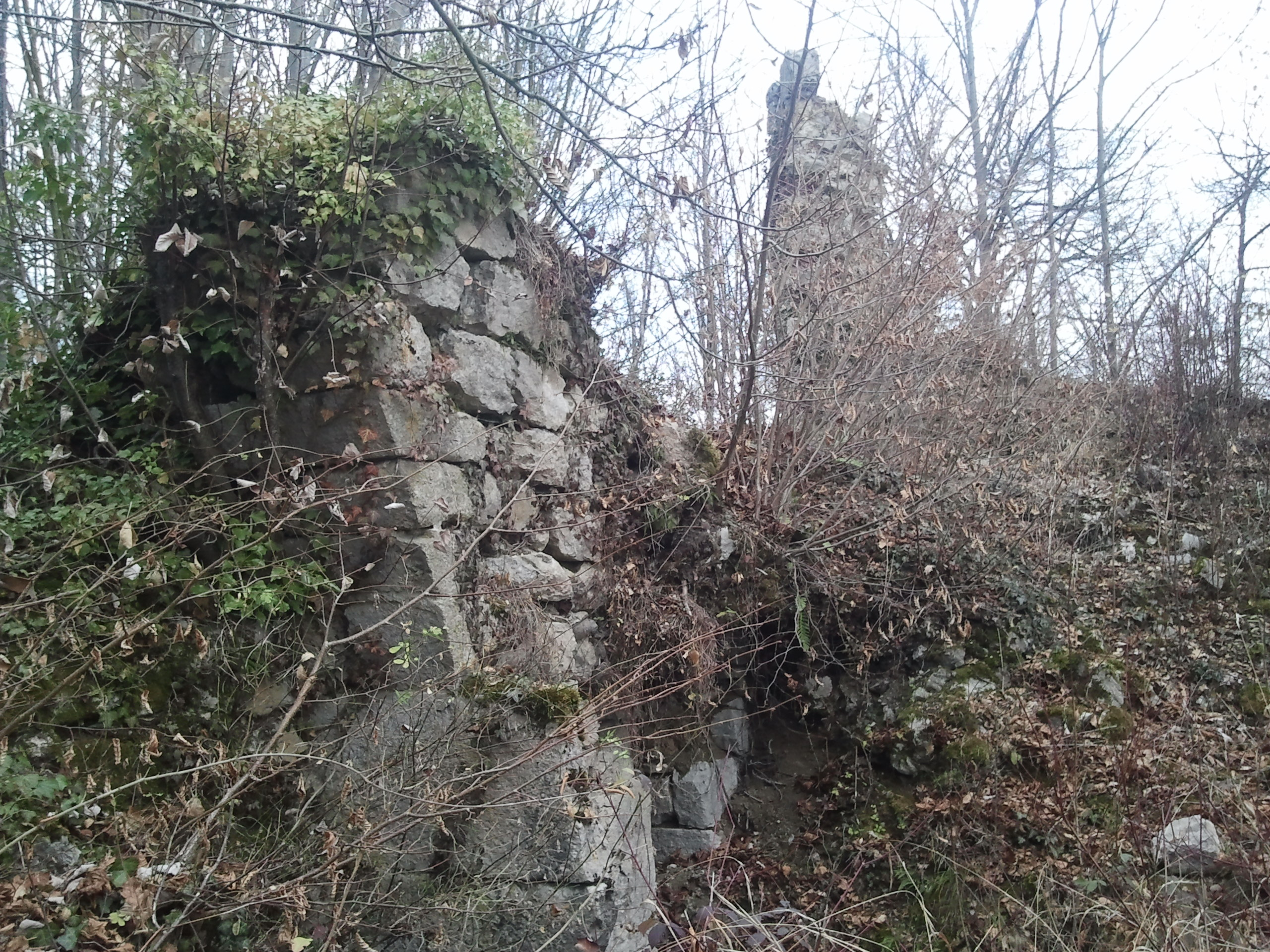
Ruines du château de Beaumont

Il est classé au titre des monuments historiques par arrêtés du 17 mars 1959 et du 16 novembre 1964 et en 2004, ses jardins ont été classés « Jardin remarquable de France ».
- Ruines de la maison forte de la Frette, labellisée Patrimoine en Isère[36].
- Maison forte de la Bayette, bâtie au XIVe siècle au lieu-dit homonyme[37], est labellisée Patrimoine en Isère en 2011[38].
- Le château fort de Beaumont, au hameau de Montabon de Touvet, jadis propriété du Baron des Adrets[37],[39].
- Maison forte du Molard, bâtie au XIVe siècle au lieu-dit homonyme[37].

### Patrimoine naturel
La commune fait partie du parc naturel régional de Chartreuse.

### Personnalités liées à la commune

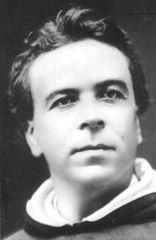
Le prédicateur Henri Didon (1840-1900).

- Le père Henri Didon (1840- 1900 à Toulouse) : prédicateur dominicain et écrivain. Auteur d’un essai sur « Jésus-Christ » (1891) qui rencontra un grand succès. Haut responsable des écoles Albert-le-Grand et Lacordaire, ses prêches à l’église de la Madeleine sont restés célèbres. Auteur de la devise des Jeux olympiques, il reste un personnage très engagé ; pro-républicain convaincu.
- François de Beaumont, baron des Adrets (1513 – 1586) : né et mort au château de la Frette, au Touvet (38), impitoyable guerrier, barbare et sanguinaire, après avoir combattu en Italie, il passa dans les rangs huguenots de Condé, pilla, massacra le Midi, le Lyonnais, le Dauphiné et s’attira l’opprobre général, même de ses partisans. Il fut sauvé d’un châtiment certain par la paix d’Amboise en 1563. Revenu dans le sein de l’Église romaine, il poursuivit ses anciens compagnons protestants avec la même cruauté. Chassé et capturé, il fut cette fois sauvé par la paix de Saint-Germain, en 1570. Il se retira à la Frette où il mourut après une dernière intervention contre Lesdiguières, dans le marquisat de Saluces.
- Sœur Louise Hours (1646-1727). Née au Touvet dans une famille de modestes métayers, Louise Hours, jeune fille mystique et exaltée décide, un beau jour de 1674, de restaurer l’antique couvent des religieuses chartreusines de Parménie, entre Tullins et Beaucroissant. Forte des appuis de l’évêque de Grenoble Mgr Le Camus et des abbés d’Yse de Saléon et Canel, la jeune fille entreprend la construction d’un bâtiment de retraite et d’une hostellerie, rapidement fréquentés par les membres du haut clergé de la région. En 1713, sœur Louise y accueille l’abbé Jean-Baptiste de La Salle, célèbre fondateur des écoles chrétiennes, lequel, pendant la durée de sa convalescence, deviendra à la fois le confident de Louise et le directeur religieux de l’établissement. Une solide amitié, fondée sur le respect et l’estime réciproque, va lier le futur saint et celle qui se considérait elle-même comme la plus simple des bergères. Sœur Louise, sollicitée, conseille l’abbé de La Salle et l’incite à poursuivre l’œuvre engagée dans les grandes villes du royaume en faveur de l’éducation de masse des enfants déshérités : « Vous ne devez pas abandonner la famille que Dieu vous a donnée. Le travail est votre partage. Il faut persévérer jusqu’à la mort, alliant comme vous l’avez fait la vie de Magdeleine et celle de Marthe », lui écrit la religieuse. De retour à Paris, Jean-Baptiste de La Salle continuera à demander conseil à celle qu’il appelle « l’ange du désert ». Leur correspondance ne cessera qu’avec la mort du futur saint en 1719. Sœur Louise Hours, décédée le 22 janvier 1727, lègue à l’évêché de Grenoble sa fondation et sa maison de Parménie, toujours active de nos jours, « pour y continuer les retraites des personnes de l’un et l’autre sexe ».
- Michel Fuzellier : illustrateur, directeur artistique et réalisateur de dessins animés. Né au Touvet en 1944 et résidant à Milan, en Italie.
- L'ingénieur aerospatiale et pionnier de l'aviation, Henri Fabre, est enterré au Touvet.

### Héraldique
| Blason de Touvet (Le) | Blason  | D’azur au mouton d’argent ; au chef d’or chargé de trois rencontres de bœuf de sable. |
| Blason de Touvet (Le) | Détails | Le statut officiel du blason reste à déterminer.                                      |